# Baptria eversmannaria
Baptria eversmannaria är en fjärilsart som beskrevs av Herrich-Schäffer 1850. Baptria eversmannaria ingår i släktet Baptria och familjen mätare. Inga underarter finns listade i Catalogue of Life.